# (4661) Yebes
(4661) Yebes es un asteroide perteneciente al cinturón de asteroides descubierto por Miguel de Pascual Martínez el 17 de noviembre de 1982 desde el Centro Astronómico de Yebes, España.

## Designación y nombre
Yebes fue designado inicialmente como 1982 WM.
Posteriormente, en 1999, se nombró por la localidad española de Yebes.

## Características orbitales
Yebes está situado a una distancia media de 2,434 ua del Sol, pudiendo acercarse hasta 2,042 ua y alejarse hasta 2,826 ua. Tiene una excentricidad de 0,161 y una inclinación orbital de 4,704 grados. Emplea 1387 días en completar una órbita alrededor del Sol.

## Características físicas
La magnitud absoluta de Yebes es 13,2.